# Arrigo Sacchi
Arrigo Sacchi (Fusignano, 1 april 1946) is een Italiaans voormalig voetbaltrainer. Hij behaalde eind jaren tachtig/begin jaren negentig grote successen met AC Milan. In 2011 werd hij vanwege zijn verdiensten opgenomen in de Hall of Fame van het Italiaanse voetbal.

## Begin carrière
Arrigo Sacchi was voor zijn trainerscarrière schoenenverkoper in de winkel van zijn vader. Hij had nooit op een hoog niveau voetbal gespeeld. Van 1977 tot 1982 was hij jeugdtrainer bij de Italiaanse voetbalclub Cesena. In 1982 behaalde hij het trainersdiploma.
Sacchi kreeg daarna een kans bij Rimini in de Serie C1 en bij de jeugd van Fiorentina. In 1985 krijgt hij echter zijn kans als hij wordt aangesteld als hoofdcoach van Parma AC wat dan uitkomt in de Serie B. Tijdens zijn periode aldaar valt de club op door de goede speelstijl en door het elimineren van AC Milan in de Coppa Italia. Het spectaculaire spel en de zoneverdediging wekt de interesse van Silvio Berlusconi, president van AC Milan.

## AC Milan
Voor het begin van het seizoen 1987/88 wordt Arrigo Sacchi aangesteld als trainer van AC Milan. In die jaren werd de Serie A met name gedomineerd door het Napoli van Diego Maradona. Sacchi heeft de beschikking over een zeer talentvolle ploeg met spelers als Marco van Basten, Ruud Gullit, Franco Baresi, Mauro Tassotti, Carlo Ancelotti, Roberto Donadoni en Paolo Maldini. Een jaar later zal daar nog Frank Rijkaard bij komen. 
Arrigo Sacchi ontwikkelt een 4-4-2 variant waarin het totaalvoetbal tot uiting moet komen. Dit lukt. Vele uren worden doorgebracht op het Milanello om de defensieve en offensieve kanten van het voetbal tot perfectie te schaven. Al in het eerste seizoen levert de opvatting een succes op: relatief onverwacht eindigt AC Milan als kampioen van Italië, boven het Napoli van Maradona en Careca.
In het seizoen 1988/89 (nu met Frank Rijkaard) wordt AC Milan 3e in het kampioenschap, maar maakt het wel furore in Europa. In de Europacup I verslaat het Real Madrid met 5-0 in eigen huis voordat in de finale met 4-0 wordt gewonnen van Steaua Boekarest.
Een jaar later, in het seizoen 1989/90 begint AC Milan het seizoen door de Europese Supercup te winnen. Het seizoen lijkt echter in een teleurstelling uit te lopen als de club op de voorlaatste speeldag de Scudetto verspeelt aan Napoli door met 1-0 te verliezen in Verona tegen Hellas Verona en de bekerfinale over 2 wedstrijden verliest tegen Juventus. De club weet echter wel haar 4e Europese hoofdprijs te pakken door in de finale van de Europacup I te winnen van Benfica met 1-0. Tevens wint AC Milan de wereldbeker voetbal.
Het seizoen 1990/91 verloopt echter slecht voor AC Milan. In de Europacup I wordt het in de kwartfinale uitgeschakeld door Olympique Marseille en Sacchi eindigt met Milan op een 2e plaats in de Serie A. Wel wint AC Milan onder zijn leiding nog de wereldbeker clubvoetbal. Sacchi wordt uiteindelijk vervangen door Fabio Capello en neemt de vrijgekomen functie aan bij Italië.

## Nationaal elftal Italië
In 1991 begint Sacchi aan zijn werkzaamheden voor de Italiaanse voetbalbond als vervanger van de ontslagen Azeglio Vicini onder wiens leiding de kwalificatie voor het Europees kampioenschap voetbal 1992 desastreus verloopt. Italië kwalificeert zich niet en Sacchi gebruikt de meeste wedstrijden als test.
De kwalificatiereeks voor het wereldkampioenschap voetbal 1994 verloopt wel succesvol en Italië behaalt in de Verenigde Staten zonder oogstrelend voetbal de finale tegen Brazilië. De finale moet beslist worden door middel van strafschoppen waarin Daniele Massaro, Franco Baresi en uiteindelijk Roberto Baggio missen. Italië wordt zodoende tweede.
Sacchi leidt Italië eveneens naar het Europees kampioenschap voetbal 1996 in Engeland. In de groepswedstrijden wordt Italië echter uitgeschakeld door de latere finalisten Duitsland en Tsjechië. Sacchi begint daarna nog wel aan de kwalificatiereeks voor het wereldkampioenschap voetbal 1998, maar verlaat in november 1996 Italië om tussentijds aan de slag te gaan bij wederom AC Milan.
| Interlands Italië onder leiding van Arrigo Sacchi | Interlands Italië onder leiding van Arrigo Sacchi | Interlands Italië onder leiding van Arrigo Sacchi | Interlands Italië onder leiding van Arrigo Sacchi | Interlands Italië onder leiding van Arrigo Sacchi |
| №                                                 | Datum                                             | Wedstrijd                                         | Uitslag                                           | Competitie                                        |
| ------------------------------------------------- | ------------------------------------------------- | ------------------------------------------------- | ------------------------------------------------- | ------------------------------------------------- |
| 1                                                 | 13 november 1991                                  | Italië – Noorwegen                                | 1 – 1                                             | EK-kwalificatie                                   |
| 2                                                 | 21 december 1991                                  | Italië – Cyprus                                   | 2 – 0                                             | EK-kwalificatie                                   |
| 3                                                 | 19 februari 1992                                  | Italië – San Marino                               | 4 – 0                                             | Oefeninterland                                    |
| 4                                                 | 25 maart 1992                                     | Italië – Duitsland                                | 1 – 0                                             | Oefeninterland                                    |
| 5                                                 | 31 mei 1992                                       | Italië – Portugal                                 | 0 – 0                                             | Oefeninterland                                    |
| 6                                                 | 4 juni 1992                                       | Italië – Ierland                                  | 2 – 0                                             | Oefeninterland                                    |
| 7                                                 | 6 juni 1992                                       | Verenigde Staten – Italië                         | 1 – 1                                             | Oefeninterland                                    |
| 8                                                 | 9 september 1992                                  | Nederland – Italië                                | 2 – 3                                             | Oefeninterland                                    |
| 9                                                 | 14 oktober 1992                                   | Italië – Zwitserland                              | 2 – 2                                             | WK-kwalificatie                                   |
| 10                                                | 18 november 1992                                  | Schotland – Italië                                | 0 – 0                                             | WK-kwalificatie                                   |
| 11                                                | 19 december 1992                                  | Malta – Italië                                    | 1 – 2                                             | WK-kwalificatie                                   |
| 12                                                | 20 januari 1993                                   | Italië – Mexico                                   | 2 – 0                                             | Oefeninterland                                    |
| 13                                                | 24 februari 1993                                  | Portugal – Italië                                 | 1 – 3                                             | WK-kwalificatie                                   |
| 14                                                | 24 maart 1993                                     | Italië – Malta                                    | 6 – 1                                             | WK-kwalificatie                                   |
| 15                                                | 14 april 1993                                     | Italië – Estland                                  | 2 – 0                                             | WK-kwalificatie                                   |
| 16                                                | 1 mei 1993                                        | Zwitserland – Italië                              | 1 – 0                                             | WK-kwalificatie                                   |
| 17                                                | 22 september 1993                                 | Estland – Italië                                  | 0 – 3                                             | WK-kwalificatie                                   |
| 18                                                | 13 oktober 1993                                   | Italië – Schotland                                | 3 – 1                                             | WK-kwalificatie                                   |
| 19                                                | 17 november 1993                                  | Italië – Portugal                                 | 1 – 0                                             | WK-kwalificatie                                   |
| 20                                                | 16 februari 1994                                  | Italië – Frankrijk                                | 0 – 1                                             | Oefeninterland                                    |
| 21                                                | 23 maart 1994                                     | Duitsland – Italië                                | 2 – 1                                             | Oefeninterland                                    |
| 22                                                | 27 mei 1994                                       | Italië – Finland                                  | 2 – 0                                             | Oefeninterland                                    |
| 23                                                | 3 juni 1994                                       | Italië – Zwitserland                              | 1 – 0                                             | Oefeninterland                                    |
| 24                                                | 11 juni 1994                                      | Costa Rica – Italië                               | 0 – 1                                             | Oefeninterland                                    |
| 25                                                | 18 juni 1994                                      | Italië – Ierland                                  | 0 – 1                                             | WK-eindronde                                      |
| 26                                                | 23 juni 1994                                      | Italië – Noorwegen                                | 1 – 0                                             | WK-eindronde                                      |
| 27                                                | 28 juni 1994                                      | Italië – Mexico                                   | 1 – 1                                             | WK-eindronde                                      |
| 28                                                | 5 juli 1994                                       | Italië – Nigeria                                  | 2 – 1                                             | WK-eindronde                                      |
| 29                                                | 9 juli 1994                                       | Italië – Spanje                                   | 2 – 1                                             | WK-eindronde                                      |
| 30                                                | 13 juli 1994                                      | Bulgarije – Italië                                | 1 – 2                                             | WK-eindronde                                      |
| 31                                                | 17 juli 1994                                      | Brazilië – Italië                                 | 0 – 0                                             | WK-eindronde                                      |
| 32                                                | 7 september 1994                                  | Slovenië – Italië                                 | 1 – 1                                             | EK-kwalificatie                                   |
| 33                                                | 8 oktober 1994                                    | Estland – Italië                                  | 0 – 2                                             | EK-kwalificatie                                   |
| 34                                                | 16 november 1994                                  | Italië – Kroatië                                  | 1 – 2                                             | EK-kwalificatie                                   |
| 35                                                | 21 december 1994                                  | Italië – Turkije                                  | 3 – 1                                             | Oefeninterland                                    |
| 36                                                | 25 maart 1995                                     | Italië – Estland                                  | 4 – 1                                             | EK-kwalificatie                                   |
| 37                                                | 29 maart 1995                                     | Oekraïne – Italië                                 | 0 – 2                                             | EK-kwalificatie                                   |
| 38                                                | 26 april 1995                                     | Litouwen – Italië                                 | 0 – 1                                             | EK-kwalificatie                                   |
| 39                                                | 19 juni 1995                                      | Zwitserland – Italië                              | 0 – 1                                             | Oefeninterland                                    |
| 40                                                | 21 juni 1995                                      | Duitsland – Italië                                | 2 – 0                                             | Oefeninterland                                    |
| 41                                                | 6 september 1995                                  | Italië – Slovenië                                 | 1 – 0                                             | EK-kwalificatie                                   |
| 42                                                | 8 oktober 1995                                    | Kroatië – Italië                                  | 1 – 1                                             | EK-kwalificatie                                   |
| 43                                                | 11 november 1995                                  | Italië – Oekraïne                                 | 3 – 1                                             | EK-kwalificatie                                   |
| 44                                                | 15 november 1995                                  | Italië – Litouwen                                 | 4 – 0                                             | EK-kwalificatie                                   |
| 45                                                | 24 januari 1996                                   | Italië – Wales                                    | 3 – 0                                             | Oefeninterland                                    |
| 46                                                | 29 mei 1996                                       | Italië – België                                   | 2 – 2                                             | Oefeninterland                                    |
| 47                                                | 1 juni 1996                                       | Hongarije – Italië                                | 0 – 2                                             | Oefeninterland                                    |
| 48                                                | 11 juni 1996                                      | Italië – Rusland                                  | 2 – 1                                             | EK-eindronde                                      |
| 49                                                | 14 juni 1996                                      | Tsjechië – Italië                                 | 2 – 1                                             | EK-eindronde                                      |
| 50                                                | 19 juni 1996                                      | Duitsland – Italië                                | 0 – 0                                             | EK-eindronde                                      |
| 51                                                | 5 oktober 1996                                    | Moldavië – Italië                                 | 1 – 3                                             | WK-kwalificatie                                   |
| 52                                                | 9 oktober 1996                                    | Italië – Georgië                                  | 1 – 0                                             | WK-kwalificatie                                   |
| 53                                                | 6 november 1996                                   | Bosnië en Herzegovina – Italië                    | 2 – 1                                             | Oefeninterland                                    |

## Periode na 1996
Zijn terugkeer bij AC Milan in 1996 is teleurstellend. AC Milan wordt 11e in de competitie en de coach vertrekt. Sacchi is vervolgens een jaar zonder werk en wordt in 1998 aangesteld als trainer van Atlético Madrid. Ook hier zijn de successen niet naar wens en wordt de coach na 7 maanden gedwongen te vertrekken. Sacchi is vervolgens werkloos tot 2001 als hij als trainer wordt aangesteld bij zijn eerste club in het professionele voetbal: Parma FC. Hij verlaat het veld echter al vrij snel om technisch directeur te worden. In 2005 wordt Arrigo Sacchi aangesteld als technisch directeur bij Real Madrid. Hij verlaat eind 2005 de Spaanse topclub als Vanderlei Luxemburgo wordt ontslagen als trainer vanwege de slechte resultaten. Sindsdien is de coach uit het beeld verdwenen.

## Erelijst
Parma AC
- Serie C1: 1985/86

 AC Milan
- Serie A: 1987/88
- Supercoppa Italiana: 1988
- Europacup I: 1988/89, 1989/90
- Europese Supercup: 1989, 1990
- Wereldbeker voor clubteams: 1989, 1990

Individueel
- Seminatore d'Oro: 1988, 1989
- World Soccer Trainer van het Jaar: 1989
- Beste trainer aller tijden – een van de vijf trainers, samen met Alex Ferguson, Rinus Michels, Helenio Herrera en Valerij Lobanovskyj, die een plaats bezetten in de top 10 van France Football, World Soccer en ESPN[1]
  - France Football (plek 3): 2019
  - World Soccer (plek 6): 2013
  - ESPN (plek 6): 2013
- Europees trainer van het Jaar Year (Sepp Herberger-prijs): 1989
- Europees trainer van het Seizoen: 1989/90
- Hall of Fame van het Italiaans voetbal: 2011

1 Pagliuca ·
2 Apolloni ·
3 Benarrivo ·
4 Costacurta ·
5 Maldini ·
6 Baresi  ·
7 Minotti ·
8 Mussi ·
9 Tassotti ·
10 R. Baggio ·
11 Albertini ·
12 Marchegiani ·
13 D. Baggio ·
14 Berti ·
15 Conte ·
16 Donadoni ·
17 Evani ·
18 Casiraghi ·
19 Massaro ·
20 Signori ·
21 Zola ·
22 Bucci ·
Coach: Sacchi
1 Peruzzi ·
2 Apolloni ·
3 Maldini  ·
4 Carboni ·
5 Costacurta ·
6 Nesta ·
7 Donadoni ·
8 Mussi ·
9 Torricelli ·
10 Albertini ·
11 Baggio ·
12 Toldo ·
13 Rossitto ·
14 Del Piero ·
15 Di Livio ·
16 Di Matteo ·
17 Fuser ·
18 Casiraghi ·
19 Chiesa ·
20 Ravanelli ·
21 Zola ·
22 Bucci ·
Coach: Sacchi